# To/Die/For
To/Die/For är ett finskt gothic-doom metal-band från staden Kouvola, grundat 1999.

## Biografi
To/Die/For började spela i början av år 1999, när musikerna från hårdrocksbandet Mary-Ann (som hade funnits sedan 1993) beslöt att ändra sin musikstil till gothic metal och samtidigt ändra bandets namn. I juli samma år, efter att ha spelat in en självfinansierad EP kallad “Deeper Sin” skrev de kontrakt med Spinefarm Records.
Deras debutalbum - All Eternity - släpptes i Finland I slutet av samma år, och bandet slöt sedan kontrakt med Nuclear Blast (för Europa) och Pony Canyon (för Japan). En musikvideo för sången "All Eternity" spelades in vilket drog in en hel del pengar.
År 2000 turnerade bandet i Europa tillsammans med Dark Tranquillity, Sentenced och In Flames. Basisten Miikka Kuisma slutade och ersattes av Marko Kangaskolkka, som hade spelat med bandet i dess tidiga år. Epilogue släpptes 2001 och följdes med en turnering tillsammans med Lacrimosa.
Albumet Jaded släpptes 2003, och i augusti samma år lämnade sångaren Jarno Perätalo bandet. Han samlade ihop en ny grupp, Tiaga, med före detta medlemmar i To/Die/For. Juha Kylmanen (från For My Pain) slutade som sångare i To/Die/For. År 2004 tog Jarno Perätalo och bandet Tiaga namnet To/Die/For för sig själva och släppte albumet IV 2005.

## Medlemmar

### Nuvarande medlemmar
- Jarno "Jape" Perätalo – sång (1999–2009, 2009–2016, 2020–)
- Juha-Pekka "Juppe" Sutela – gitarr (1999–2004, 2010–2016, 2020–)
- Eza Virén – basgitarr (2011–2014), gitarr (2014–2016, 2020–)
- Matti Huopainen – trummor (2011–2014, 2014–2016, 2020–)

### Tidigare medlemmar
- Miikka "Sepe" Kuisma – basgitarr (1999–2000)
- Tonmi Lillman – trummor (1999–2003, 2009–2010; död 2012)
- Joonas "Jope" Koto – gitarr (1999–2003, 2006–2009)
- Marko "Make" Kangaskolkka – basgitarr (2001–2004)
- Mika "Alli" Ahtiainen – gitarr (2002–2005)
- Santtu Lonka – trummor (2003–2008, 2010–2011, 2014)
- Jarkko "Josey" Strandman – basgitarr (2004–2009, 2009–2011)
- Juha Kylmänen – sång (2004)
- Jussi-Mikko "Juska" Salminen – keyboard (2004–2005, 2010–2014)
- Antti-Matti "Antza" Talala – gitarr (2005–2009, 2010–2014)
- Toni Paananen – trummor (2008–2009)
- Matti Huopainen – trummor (2011–2014)
- Samuel Schildt – basgitarr (2014–2015)

### Turnerande medlemmar
- Jaakko Kunnas – gitarr (2007)
- Mika "Alli" Ahtiainen – gitarr (2009–2010)
- Toni Toikkanen – gitarr (2009–2010)
- Krisse – gitarr (2009–2010)
- Sami Kujala – basgitarr (2014)

### Gästmusiker
- Kimberly Goss – sång i All Eternity
- Marco Hietala – sång i Epilogue
- Tanya Kemppainen – sång i Epilogue och Jaded
- Anna – sång i Jaded
- Alexi Laiho – sologitarr på "In the Heat of the Night"

## Diskografi

### Album
- All Eternity (1999)
- Epilogue (2001)
- Jaded (2003)
- IV (2005)
- Wounds Wide Open (2006)
- Samsara (2011)
- Cult (2015)

### Demo
- Mary-Ann (1997)
- Deeper Sin (1998)

### Singlar
- "In The Heat of the Night" (2000)
- "Hollow Heart" (2001)
- "Little Deaths" (2005)
- "Like Never Before" (2006)
- "Dear Delirium" (2014)
- "Screaming Birds" (2014)
- "In Black" (2015)

### Samlingsalbum
- Epilogue from the Past (2010)